# Marie Lafarge
Marie Lafarge nota anche come Marie Capelle (Parigi, 15 gennaio 1816 – Ussat, 7 novembre 1852) accusata di aver ucciso con l'arsenico il marito, il suo caso giudiziario suscitò un grande interesse nel pubblico poiché la donna fu condannata su prove costituite solo in base alla tossicologia forense. L'opinione pubblica, minutamente informata dai quotidiani sullo scontro di perizie nel processo, si appassionò all'"affaire Lafarge" dividendosi tra innocentisti e colpevolisti .

## Biografia
Marie-Fortunée Capelle, di nobili origini, era figlia illegittima di un appartenente alla famiglia reale francese. Marie all'età di dodici anni aveva perso il padre, morto per un incidente di caccia; sua madre, che si era risposata poco dopo, morì sette anni dopo. Adottata a 18 anni dalla zia materna, con la quale Marie non andava d'accordo, frequentò le migliori scuole dove ebbe modo di confrontare la sua condizione di parente povera con quella delle allieve più ricche; aspirando, nonostante la sua scarsa avvenenza, a soddisfare il suo desiderio di agiatezza dovette, ad opera di un'agenzia matrimoniale, incaricata a sua insaputa dallo zio, rassegnarsi a sposare a distanza Charles Pouch-Lafarge, un rozzo proprietario a Glandier (Beyssac) di una fonderia sull'orlo del fallimento e di un castello cadente, che le si presentò come un ricco possidente mentre in realtà era in gravi difficoltà economiche alla ricerca di un matrimonio redditizio. Marie giunta alla casa dello sposo trovò una situazione molto diversa da quella sognata: era considerata dal marito e dai suoi diffidenti parenti contadini quasi come un'estranea da controllare continuamente tanto che Marie, disperata, scrisse al marito implorandolo di liberarla dal loro matrimonio altrimenti si sarebbe uccisa. Alla fine però Marie si rassegnò alla sua condizione e i rapporti con il marito migliorarono tanto che i due redassero un testamento dove reciprocamente si lasciavano in eredità i loro beni .
Nel novembre del 1839 Charles dovette per i suoi affari partire per Parigi. In sua assenza Marie scriveva alla farmacista di Uzerche chiedendo che le inviasse un veleno per liberarsi dei topi che infestavano il castello e incaricava la cuoca di preparare dei dolci che inviò al marito assieme a un suo ritratto. Dopo aver mangiato i dolci Charles ebbe lancinanti dolori e vomitò più volte tanto che decise di lasciare Parigi e tornare a Glandier dove venne visitato da un medico che diagnosticò un'angina. Nel frattempo Marie scriveva nuovamente alla farmacista per ricevere altro veleno per i topi. Poiché le condizioni di Charles si aggravavano i suoi parenti cominciarono a sospettare che fosse stato avvelenato. Il 14 gennaio 1840 Charles morì e lo stesso giorno sua cognata denunciò al procuratore del re Marie come avvelenatrice con l'arsenico del marito.
Sottoposta a processo le prime perizie ordinate dal tribunale rivelarono che «le sostanze e i liquidi...trattati con i metodi più recenti non avevano rivelato la minima traccia di arsenico.» Il medesimo risultato si ebbe dall'analisi tossicologica sul corpo del defunto. I dubbi però sull'innocenza di Marie persistevano e fu allora che i suoi stessi avvocati difensori chiesero l'intervento del celebre tossicologo Mathieu Orfìla, rettore della facoltà di medicina a Parigi, affinché esprimesse un dato definitivo sul presunto avvelenamento per arsenico. Dopo gli esami condotti in una stanza dello stesso tribunale, Orfìla dichiarò di poter dimostrare inequivocabilmente la presenza dell'arsenico nel corpo riesumato. Nonostante che il noto e discusso scienziato François Vincent Raspail, esperto di chimica organica, avesse sostenuto che il perito dell'accusa avesse completamente sbagliato le analisi, Marie Fortunée Capelle fu dichiarata colpevole e condannata ai lavori forzati in perpetuo.
Durante i 10 anni trascorsi in prigione Marie scrisse due libri, Mèmoires e Heures de prison, e divenne il centro di conversazioni con molti intellettuali dell'epoca che andavano a visitarla. Ormai malata fu graziata da Napoleone III nel 1852 e dopo pochi mesi morì proclamando ancora una volta la sua innocenza. Inizialmente sepolta sotto una semplice croce di legno, il suo avvocato difensore le fece costruire un imponente monumento funebre in marmo dove non fece mai mancare mazzi di fiori.

## Scritti
- Mémoires, 2 voll., Paris, A. René, 1841
- Heures de prison, 3 voll., Paris, Librairie Nouvelle, 1854